# Gotra (clan)
Gotra is de lineage of clan in mannelijke lijn (patrilineaire afstamming) die in het brahmanisme en hindoeïsme van groot belang is. Huwelijken zijn wel exogaam, dus buiten de familie. Hoewel het vooral voor brahmanen en het Indische kastenstelsel van groot belang is, kwam het ook terug in het jaïnisme en het boeddhisme, zoals bij Gautama Boeddha, waarvan Gautama de gotra-naam is.
Gau betekent koe en ten tijde van de Rigveda was gotra een kudde koeien. Pas later heeft het de betekenis van lineage gekregen, waarbij elke brahmaan in directe lijn af zou stammen van een van de rishi, Shandilya, Gautama Maharishi, Vishvamitra, Jamadagni, Vasishtha, Kashyapa, Atri en soms Agastya. Deze gotrakarins zouden 108 gotra's hebben voortgebracht. Hoewel de gotra-naam wel als familienaam wordt gebruikt, is gotra dan ook meer dan de familie of zelfs grootfamilie.